# Psilochorema mataura
Psilochorema mataura är en nattsländeart som beskrevs av Mcfarlane 1956. Psilochorema mataura ingår i släktet Psilochorema och familjen Hydrobiosidae. Inga underarter finns listade i Catalogue of Life.